# داميان هاردمان
داميان هاردمان (بالإنجليزية: Damien Hardman)‏ هو متركمج أسترالي، ولد في 23 يناير 1966 في سيدني في أستراليا.

## وصلات خارجية
- داميان هاردمان على موقع الرابطة العالمية لركوب الأمواج (الإنجليزية)
- داميان هاردمان على موقع EncyclopediaOfSurfing.com (الإنجليزية)